# Ida Grove
Ida Grove ist eine City im Ida County im Westen des US-Bundesstaates Iowa und dessen County Seat. Das U.S. Census Bureau hat bei der Volkszählung 2020 eine Einwohnerzahl von 2.051 ermittelt.

## Geographie
Ida Grove wird vom Iowa Highway 175 tangiert und liegt am Ufer des Maple Rivers. Nach den Angaben des United States Census Bureaus hat die Stadt eine Fläche von 5,4 km², die bis auf einen kleinen Anteil Wasserflächen von 0,48 % auf Land entfallen.

## Demographie
Zum Zeitpunkt des United States Census 2000 bewohnten Ida Grove 2350 Personen. Die Bevölkerungsdichte betrug 436,2 Personen pro km². Es gab 1127 Wohneinheiten, durchschnittlich 209,2 pro km². Die Bevölkerung bestand zu 98,94 % aus Weißen, 0,09 % Schwarzen oder African American, 0,04 % Native American, 0,17 % Asian, 0,21 % gaben an, anderen Rassen anzugehören und 0,55 % nannten zwei oder mehr Rassen. 0,64 % der Bevölkerung erklärten, Hispanos oder Latinos jeglicher Rasse zu sein.
Die Bewohner Ida Groves verteilten sich auf 1017 Haushalte, von denen in 26,8 % Kinder unter 18 Jahren lebten. 52,7 % der Haushalte stellen Verheiratete, 7,9 % hatten einen weiblichen Haushaltsvorstand ohne Ehemann und 37,1 % bildeten keine Familien. 34,5 % der Haushalte bestanden aus Einzelpersonen und in 18,3 % aller Haushalte lebte jemand im Alter von 65 Jahren oder mehr alleine. Die durchschnittliche Haushaltsgröße betrug 2,25 und die durchschnittliche Familiengröße 2,88 Personen.
Die Stadtbevölkerung verteilte sich auf 23,9 % Minderjährige, 6,1 % 18–24-Jährige, 23,6 % 25–44-Jährige, 23,3 % 45–64-Jährige und 23,1 % im Alter von 65 Jahren oder mehr. Das Durchschnittsalter betrug 43 Jahre. Auf jeweils 100 Frauen entfielen 87,8 Männer. Bei den über 18-Jährigen entfielen auf 100 Frauen 82,6 Männer.
Das mittlere Haushaltseinkommen in Ida Grove betrug 35.341 US-Dollar und das mittlere Familieneinkommen erreichte die Höhe von 46.213 US-Dollar. Das Durchschnittseinkommen der Männer betrug 31.185 US-Dollar, gegenüber 19.135 US-Dollar bei den Frauen. Das Pro-Kopf-Einkommen in Ida Grove war 20.698 US-Dollar. 7,7 % der Bevölkerung und 4,6 % der Familien hatten ein Einkommen unterhalb der Armutsgrenze, davon waren 9,6 % der Minderjährigen und 6,5 % der Altersgruppe 65 Jahre und mehr betroffen.

## Wirtschaft
In Ida Grove ansässig ist das Fahrzeugbauunternehmen Gomaco Trolley Company, das auf die Neuanfertigung von Straßenbahnfahrzeugen nach historischen Vorbildern spezialisiert ist.

## Söhne und Töchter der Stadt
- Mildred Lillie, Richterin am California Court of Appeal Presiding Justice und Richard Nixons Kandidatin für den Obersten Gerichtshof der Vereinigten Staaten
- Harold Hughes, Gouverneur von Iowa (1963–1969), Senator (1969–1975) und Präsidentschaftskandidat 1972.